# EXID
EXID (Hangeul: 이엑스아이디) ist eine südkoreanische Girlgroup der zweiten K-Pop-Generation, bestehend aus fünf Mitgliedern, die 2011 von AB Entertainment gegründet wurde und seit Juni 2014 bei Banana Culture Entertainment unter Vertrag ist.

## Bandgeschichte

### 2011: Casting der Girlgroup
Im Mai 2011 casteten der Musikproduzent Shinsadong Tiger und das Unternehmen AB Entertainment (heute: Gamgak Entertainment) einige Nachwuchskünstler von JYP Entertainment, um eine neue Girlgroup zu bilden. Yuji war die erste, die sich der neuen Girlgroup von AB Entertainment anschloss, als JYPs eigene Girlgroup, die aus Yuji, Hani, Song Ji-eun (von der Girlgroup Secret), und Hyolyn (von der Girlgroup Sistar) bestand, bereits vor ihrem Debüt scheiterte. Yuji nahm Kontakt zu den JYP-Nachwuchskünstlern Hani, Haeryeong, und Junghwa auf, damit sie am Casting der neuen Girlgroup von AB teilnahmen, und die drei wurden anschließend in die Girlgroup aufgenommen. Das fünfte Bandmitglied wurde LE, eine vom Musikproduzenten Shinsadong entdeckte Untergrundrapperin und Songwriterin, die unter dem Namen Elly auftrat. Dami, die bereits als Nachwuchskünstlerin bei AB tätig war, wurde das sechste und letzte Mitglied der Musikgruppe. Ursprünglich wurde die Girlgroup „WT“ genannt, ein Akronym für „Who's That“. Einige Monate vor ihrem Debüt änderte die Musikgruppe ihren Namen in „EXID“, ein Akronym für „Exceed in Dream“. Im Dezember 2011 wirkte LE an Huh Gaks Single Whenever You Play That Song mit, die sich als Hitsingle in den koreanischen Singlecharts platzieren konnte. EXID sollte im Januar 2012 ihr Debüt haben, das aber um einen Monat auf Februar verschoben werden musste, weil LE sich bei den Proben dafür eine Beinverletzung zuzog.

### 2012: Debüt der Band, Änderungen im Lineup, EPHippity Hopund SingleEvery Night
Am 3. Februar 2012 kündigte AB an, dass EXID Debüt die Single Whoz That Girl sein würde. Videoteasers, die Soloauftritte verschiedener Gruppenmitglieder zeigten, wurden im Anschluss online veröffentlicht.
Die erste Download-Single von EXID war am 16. Februar 2012 Holla. Ihren ersten Auftritt hatte die Girlgroup in der Fernsehsendung M! Countdown. Danach war sie in Music Core und Inkigayo zu sehen. Ihr Debütlied Whoz That Girl hatte eine Spitzenplatzierung von 36 in den Gaon Chart und verkaufte sich 840.000-mal als Download.
Im April 2012 kündigte AB Entertainment an, dass die Gründungsmitglieder Yuji, Dami, und Haeryeong EXID verlassen würden. AB Entertainment ließ in seiner Presseerklärung verlauten, dass Yuji und Dami die Musikgruppe verlassen würden, um sich auf ihr Studium zu konzentrieren, während Haeryeong eine Schauspielkarriere verfolgen wolle. Sie wurden von Solji, einem früheren Mitglied des Musikdous 2NB, und Hyelin, die bereits ursprünglich als Mitglied von EXID vorgesehen war, aber dann doch nicht berücksichtigt wurde, ersetzt.
Mit den neuen Mitgliedern hatte EXID im August 2012 ihr Comeback mit der Single I Feel Good und brachten ihre erste EP Hippity Hop heraus. Hippity Hop hatte ihr Debüt als Nummer 13 der Gaon Albums Charts und verkaufte sich 1.500-mal. Am 2. Oktober 2012 kam die neue Download-Single Every Night heraus, eine alternative Version von LEs selbstgeschriebenem Lied Phone Call, das auf der Debüt-EP von EXID enthalten war. Every Night hatte ein Debüt auf Platz 43 der Gaon Singles Charts und verkaufte sich 105.000-mal als Download.
Am 11. Oktober 2012 veröffentlichte EXID ihr Lied Hey Boy als Teil des Soundtracks für MBCs Sitcom, The Thousandth Man. Das Lied war die weibliche Version von B1A4s Haupttitellied, Hey Girl. Musikproduzent Shinsadong Tiger rearrangierte das Lied im Reggaestil, um einen anderen Zugang zur Originalversion von B1A4 zu ermöglichen.
Am 30. November 2012 wurde bekannt, dass EXID zusammen mit Big Star und D-Unit ein gemeinsames Album erarbeiten, das zusätzlich zu einem besonderen Konzert am Jahresende erscheinen soll. Das Konzert wurde unter dem Titel „The Bugs Show Vol. 1“, am 22. Dezember 2012 in der V-Hall in Hongdae in Seoul, South Korea veranstaltet. Am 6. Dezember 2012 gewann EXID den Rookie Award der 20. „Korea Culture & Entertainment Awards“. In ihrer Dankesrede sagte die Girlgroup: „Wir sind so glücklich und fühlen uns geehrt, dass wir so einen bedeutsamen Award erhalten haben. Wir werden weiter unser Bestes geben und wachsen.“ (“We are so happy and honored to receive such a meaningful award. We will continue to try our best and grow.”)

### 2013-Januar 2015:Dasoni,Up & Downund zunehmende Popularität
Am 8. Februar 2013 veröffentlichte EXID die Single Up & Down aus dem Soundtrack zur Fernsehserie Don-ui Hwasin und es wurde angekündigt, dass Hani and Solji sich außerhalb von EXID an einer eigenständigen Band mit dem Namen Dasoni beteiligen würden. Dasoni brachte ihre Debütsingle Goodbye am 15. Februar 2013 auf den Markt, die auch das Lied Said So Often enthielt.
Im Juni 2014 wurde bekanntgegeben, dass die Mitglieder einen Exklusivvertrag mit Yedang Entertainment unterzeichnet hätten und ihr Comeback mit Shinsadong Tiger vorbereiteten, der die Produktion ihres Albums übernehmen würde.
Am 24. August 2014 hatte die Girlgroup EXID ihren Comebackauftritt in der Ilchi Art Hall, wo sie ihr neues Lied Up & Down darbot. Das Lied wurde am 27. August 2014 herausgebracht und hatte anfänglich nur eine schlechte Chartplatzierung und schaffte es nicht unter die Top 100 der Gaon-Digital-Charts; die Spitzenplatzierung war 94. Jedoch gewann das Lied Ende November 2014 allmählich an Beliebtheit, als ein Fanvideo von Hani, das zeigte, wie sie das Lied vortrug, sich viral in den südkoreanischen sozialen Netzwerken verbreitete. Ihr Fanvideo wurde bis Mitte Dezember 2014 mehr als 15 Millionen Mal angesehen. Das führte dazu, dass das Lied in die Charts zurückkehrte, es bis in die Top 10 schaffte und schließlich die Spitze der Charts eroberte. Aufgrund des Erfolges ging EXID in mehrere Musiksendungen, um Up and Down zu bewerben. Das Lied wurde anschließend für den ersten Platz bei Show! Music Core, The Music Trend und M Countdown nominiert, von denen es den letzteren am 8. Januar 2015 gewinnen konnte. Das war die erste Auszeichnung mit dem M Countdown für EXID. Am 9. Januar 2015 gewann die Band ihren ersten Public Broadcast Music Program Award von Music Bank von KBS. Nach dem Music-Bank-Gewinn folgte der Sieg bei Inkigayo von SBS am 11. Januar 2015.

### Nach Januar 2015:Ah Yeah
Am 6. April 2015 wurde von Yedang Entertainment ein Musikvideo-Teaser für EXIDs Titellied Ah Yeah von ihrem zweiten Minialbum veröffentlicht, der ihren beliebten Upbeat und das Sexy-Konzept fortführt. Das vollständige Musikvideo wurde am 13. April 2015 erstmals gezeigt. Die Gruppe hatte eine eigene Fernsehsendung, EXID's Showtime (MBC).

### Mitglieder

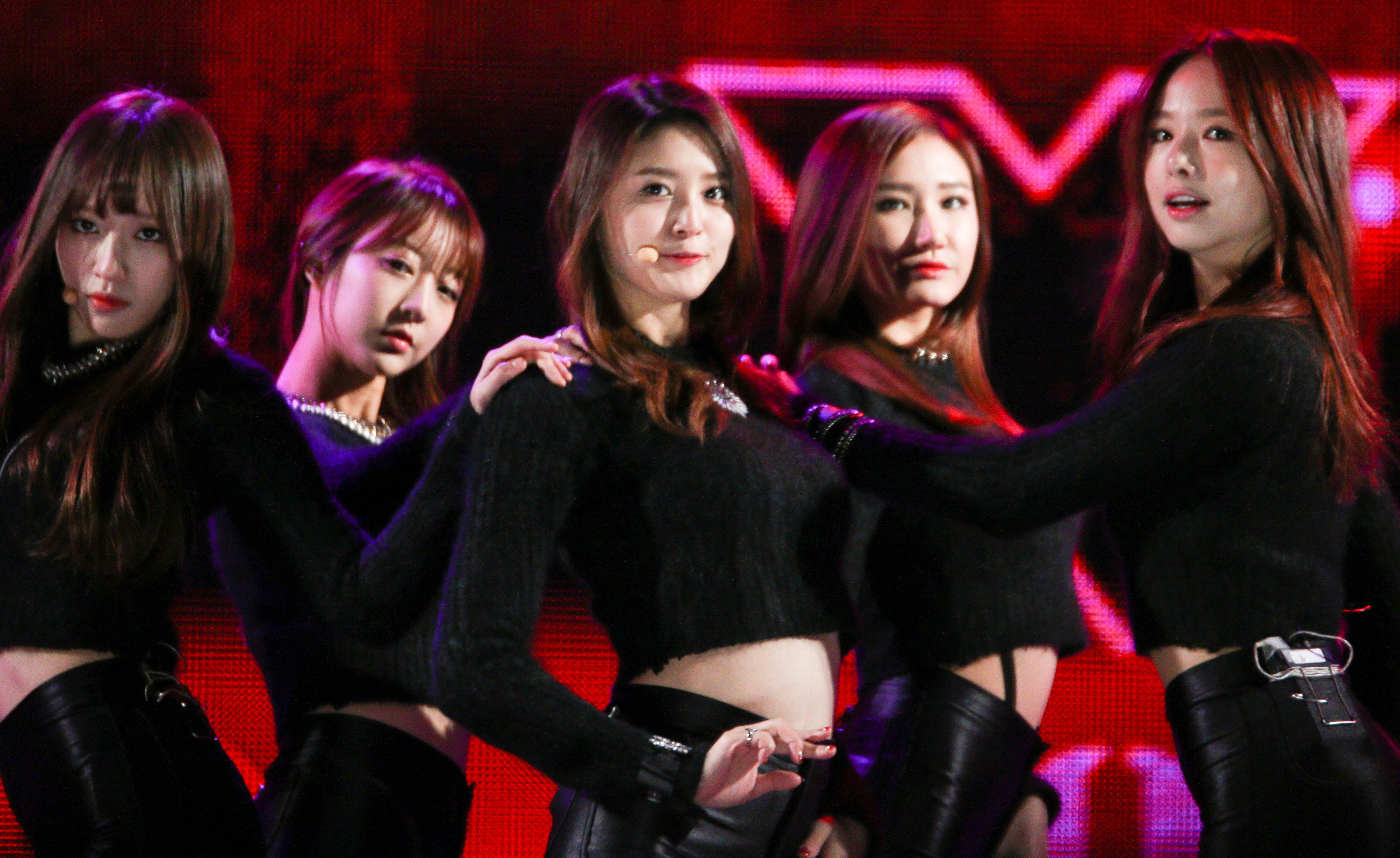
EXID (2014), von links nach rechts: Hani, Hyelin, Junghwa, LE, Solji

- Heo Solji, kurz Solji (Hangeul: 솔지, * 10. Januar 1989)[38] war von 2006 bis 2012 zusammen mit Gabin, die heute bei der Girlgroup Blady mitwirkt, Mitglied des Musikduos 2NB, und veröffentlichte im Jahr 2008 Solosingles.[39][38] Sie war die Stimmtrainerin von EXID, bevor sie zum Bandmitglied wurde.[40]
- LE (Hangeul: 엘리, * als Ahn Hyo-jin 안효진 10. Dezember 1991)[41] war unter dem Namen Elly ein ehemaliges Mitglied der Untergrundrapcrew Jiggy Fellaz.[42] Sie wirkte vor EXIDs Debüt beim Lied Whenever You Play That Song, einem Duett mit Huh Gak, mit.[43] Sie hat mit einigen Künstlern zusammengearbeitet, darunter sind Hyuna und Im Chang-jung.[44][45] 2013 nahm sie an der Rap-Castingshow Show Me the Money 2 im südkoreanischen Fernsehen teil.[46]
- Hani (Hangeul: 하니, * als Ahn Hee-yeon 안희연 1. Mai 1992)[47] war während ihres ersten Jahres an der Oberschule eine Nachwuchskünstlerin von JYP Entertainment, wurde aber nach einem Jahr nicht weiter berücksichtigt.[48] 2015 trat Hani in einigen Episodes der südkoreanischen Varietéshows Off to School[49] und Match Made in Heaven Returns,[50] und gehört zur Besetzung der Varietéshow Crime Scene 2.[51] Sie war auch Moderatorin der KBS2 Modeshow A Style for You[52] und trat im Musikvideo für Mad Clowns Lied „Fire“ auf.[53]
- Seo Hyelin (Hangeul: 서혜린), kurz Hyelin (Hangeul: 혜린, * 23. August 1993)[54] 2011 nahm sie an der Castingshow Superstar K3 teil und schaffte es von den Auditions bis zur „SuperWeek“.[55]
- Park Junghwa (Hangeul: 박정화), kurz Junghwa (Hangeul: 정화, * 8. Mai 1995)[56] ist eine ehemalige Nachwuchskünstlerin von JYP Entertainment.[57] Bevor sie Mitglied von EXID wurde, trat sie in den Musikvideos zu Tell Me der Wonder Girls[42] und Whenever You Play That Song von Huh Gak und LE auf.[58] 2015 war sie in einigen Folgen von MBC Every1s Match Made in Heaven Returns zu sehen.[50]

## Diskografie

### Studioalben
| Jahr                 | Titel         | Höchstplatzierung, Gesamtwochen, AuszeichnungChartplatzierungen (Jahr, Titel, Platzierungen, Wochen, Auszeichnungen, Anmerkungen) | Höchstplatzierung, Gesamtwochen, AuszeichnungChartplatzierungen (Jahr, Titel, Platzierungen, Wochen, Auszeichnungen, Anmerkungen) | Anmerkungen                           |
| Jahr                 | Titel         | KR | JP | Anmerkungen                           |
| -------------------- | ------------- | --- | --- | ------------------------------------- |
| Südkoreanische Alben |               | | |                                       |
|                      |               | | |                                       |
| 2016                 | Street        | KR2 (21 Wo.)KR | — | Erstveröffentlichung: 1. Juni 2016    |
| Japanische Alben     |               | | |                                       |
|                      |               | | |                                       |
| 2019                 | Trouble       | — | JP12 (3 Wo.)JP | Erstveröffentlichung: 3. April 2019   |
| 2020                 | B.L.E.S.S.E.D | — | JP16 (2 Wo.)JP | Erstveröffentlichung: 19. August 2020 |

### Kompilationen
| Jahr | Titel               | Höchstplatzierung, Gesamtwochen, AuszeichnungChartsChartplatzierungen (Jahr, Titel, Platzierungen, Wochen, Auszeichnungen, Anmerkungen) | Anmerkungen                             |
| Jahr | Titel               | JP | Anmerkungen                             |
| ---- | ------------------- | --- | --------------------------------------- |
| 2022 | Japan Activity Best | JP37 (2 Wo.)JP | Erstveröffentlichung: 2. September 2022 |

### EPs
| Jahr | Titel       | Höchstplatzierung, Gesamtwochen, AuszeichnungChartsChartplatzierungen (Jahr, Titel, Platzierungen, Wochen, Auszeichnungen, Anmerkungen) | Anmerkungen                            |
| Jahr | Titel       | KR | Anmerkungen                            |
| ---- | ----------- | --- | -------------------------------------- |
| 2012 | Hippity Hop | KR13 (1 Wo.)KR | Erstveröffentlichung: 13. August 2012  |
| 2015 | Ah Yeah     | KR5 (46 Wo.)KR | Erstveröffentlichung: 13. April 2015   |
| 2017 | Eclipse     | KR5 (5 Wo.)KR | Erstveröffentlichung: 10. April 2017   |
| 2017 | Full Moon   | KR7 (5 Wo.)KR | Erstveröffentlichung: 7. November 2017 |
| 2019 | We          | KR3 (6 Wo.)KR | Erstveröffentlichung: 15. Mai 2019     |

### Single-Alben
| Jahr | Titel | Höchstplatzierung, Gesamtwochen, AuszeichnungChartsChartplatzierungen (Jahr, Titel, Platzierungen, Wochen, Auszeichnungen, Anmerkungen) | Anmerkungen                              |
| Jahr | Titel | KR | Anmerkungen                              |
| ---- | ----- | --- | ---------------------------------------- |
| 2022 | X     | KR14 (2 Wo.)KR | Erstveröffentlichung: 29. September 2022 |

### Singles
| Jahr | Titel Album                                         | Höchstplatzierung, Gesamtwochen, AuszeichnungChartplatzierungen (Jahr, Titel, Album, Platzierungen, Wochen, Auszeichnungen, Anmerkungen) | Höchstplatzierung, Gesamtwochen, AuszeichnungChartplatzierungen (Jahr, Titel, Album, Platzierungen, Wochen, Auszeichnungen, Anmerkungen) | Anmerkungen                             |
| Jahr | Titel Album                                         | KR | JP | Anmerkungen                             |
| ---- | --------------------------------------------------- | --- | --- | --------------------------------------- |
| 2012 | Whoz That Girl Holla                                | KR36 (8 Wo.)KR | — | Erstveröffentlichung: 2012              |
| 2012 | I Feel Good Hippity Hop                             | KR56 (2 Wo.)KR | — | Erstveröffentlichung: 2012              |
| 2012 | Every Night (매일밤) Ah Yeah                        | KR43 (2 Wo.)KR | — | Erstveröffentlichung: 2. Oktober 2012   |
| 2014 | Up & Down (위아래) Ah Yeah                          | KR1 (37 Wo.)KR | JP18 (5 Wo.)JP | Erstveröffentlichung: 27. August 2014   |
| 2015 | Ah Yeah (아예) Ah Yeah                              | KR2 (21 Wo.)KR | — | Erstveröffentlichung: 2015              |
| 2015 | Hot Pink (핫핑크) Street                            | KR4 (19 Wo.)KR | — | Erstveröffentlichung: 2015              |
| 2016 | L.I.E (엘라이) Street                               | KR7 (13 Wo.)KR | — | Erstveröffentlichung: 2016              |
| 2016 | Cream –                                             | — | — | Erstveröffentlichung: 2016              |
| 2017 | Night Rather Than Day (낮보다는 밤) Eclipse         | KR9 (8 Wo.)KR | — | Erstveröffentlichung: 2017              |
| 2017 | DDD (덜덜덜) Full Moon                              | KR9 (18 Wo.)KR | — | Erstveröffentlichung: 7. November 2017  |
| 2018 | Dreamer (꿈에) Re:flower Project                    | — | — | Erstveröffentlichung: 2018              |
| 2018 | Don’t Want a Drive (데려다 줄래) Re:flower Project  | — | — | Erstveröffentlichung: 2018              |
| 2018 | Lady (내일해) Lady                                  | KR32 (4 Wo.)KR | — | Erstveröffentlichung: 2. April 2018     |
| 2018 | How Why Re:flower Project                           | — | — | Erstveröffentlichung: 2018              |
| 2018 | A Sul Hae (아슬해) Re:flower Project                | — | — | Erstveröffentlichung: 2018              |
| 2018 | Better Together (Remastered 2018) Re:flower Project | — | — | Erstveröffentlichung: 2018              |
| 2018 | I Love You (알러뷰) I Love You                      | KR29 (9 Wo.)KR | — | Erstveröffentlichung: 21. November 2018 |
| 2019 | Me&You We                                           | KR90 (1 Wo.)KR | — | Erstveröffentlichung: 2019              |
| 2019 | Trouble                                             | — | — | Erstveröffentlichung: 2019              |
| 2019 | Bad Girl for You B.L.E.S.S.E.D                      | — | JP14 (3 Wo.)JP | Erstveröffentlichung: 25. Dezember 2019 |
| 2022 | Fire (불이나) X                                     | — | — | Erstveröffentlichung: 2022              |

## Auszeichnungen
- 2012
  - Korean Culture and Entertainment Awards [Rookie Award]
  - Arirang's Simply K-Pop Awards [Super Rookie Idol of the Year]

- 2015
  - Gaon Chart K-Pop Awards [Discovery of the Year]